# O Romper das Ondas
O Romper das Ondas é o quarto romance do escritor português Rui Herbon, publicado em 2009 pela Parceria A. M. Pereira.